# Elenco dei cinema a Roma
Roma, capitale d'Italia, con la sua lunga e importante storia nell'ambito della settima arte, resta tutt'oggi la città italiana con il maggior numero di cinema in funzione ed è una delle città con più cinema d'essai in Europa e nel mondo. 
All'attuale, nell'area della Capitale, sono in attività 41 strutture cinematografiche, disponenti di un totale di 203 schermi e con una capienza complessiva di 34 497 posti. 
In termini di cinema commerciale, sono presenti le catene The Space Cinema, con due strutture, e UCI Cinemas, con quattro strutture. Vi è poi la catena My Cityplex che al momento detiene quattro spazi: Antares, Doria, Savoy e Trianon.
Per quanto riguarda il cinema d'arte e d'essai, vi è la presenza della catena Circuito Cinema che al momento gestisce quattro delle più importanti multisale romane: Nuovo Olimpia, Quattro Fontane, Giulio Cesare ed Eurcine, i quali complessivamente dispongono di 20 schermi e una capienza di 2559 posti. 
Tra le monosale invece spiccano il Cinema delle Provincie, situato nel quartiere Tiburtino e i due cinema, collocati uno accanto all'altro, nel quartiere Trastevere, ossia il Cinema Troisi e il Nuovo Sacher di Nanni Moretti. Tutti e tre dalla programmazione particolarmente ricercata, sia in lingua originale che in versione doppiata.
Tra i cinema indipendenti sono da citare anche il Nuovo Cinema Aquila, situato nel quartiere Pigneto, il Cinema Farnese, che si trova in piazza Campo de' Fiori, e il Cinema Teatro Don Bosco, ubicato nell'omonimo quartiere meridionale della città.
Vi è inoltre la catena Cinema di Roma che consiste di 4 multisale (Lux, Odeon, Intrastevere e Tibur) la cui programmazione è particolarmente variegata, spaziando dal cinema d'essai e il documentario al blockbuster e i cartoni animati.

## Elenco delle sale di cinema
| Nome                              | Indirizzo                     | Sale | Capienza | Cinema d'Essai |
| --------------------------------- | ----------------------------- | ---- | -------- | -------------- |
| Cinema Adriano                    | Piazza Cavour 22              | 10   | 2290     | Si             |
| Multisala Alhambra                | Via Pier delle Vigne 4        | 3    | 443      | Si             |
| Alphaville Cineclub               | Via Romanello da Forlì 30     | 1    | 25       | Si             |
| Multisala Andromeda               | Via Mattia Battistini 195     | 9    | 1175     | No             |
| My Cityplex Antares               | Viale Adriatico 15/21         | 2    | 473      | No             |
| Cinema Atlantic                   | Via Tuscolana 745             | 6    | 1695     | No             |
| Cinema Azzurro Scipioni           | Via degli Scipioni 82         | 2    | 150      | Si             |
| Cinema Barberini                  | Piazza Barberini 25           | 7    | 620      | Si             |
| Cinema Broadway                   | Via dei Narcisi 26            | 3    | 837      | No             |
| Cinema Caravaggio                 | Via Paisiello 24/b            | 1    | 160      | Si             |
| Casa del Cinema                   | Largo Mastroianni 1           | 3    | 229      | Si             |
| Cinema dei Piccoli                | Viale della Pineta 15         | 1    | 63       | Si             |
| Cinema delle Provincie            | Via delle Provincie 41        | 1    | 265      | Si             |
| Cinema Teatro Don Bosco           | Via Publio Valerio 63         | 1    | 496      | Si             |
| My Cityplex Doria                 | Via Andrea Doria 52/60        | 3    | 446      | No             |
| Eden Film Center                  | Piazza Cola di Rienzo 74      | 5    | 405      | Si             |
| Eurcine                           | Via Liszt 32                  | 7    | 896      | Si             |
| Cinema Farnese                    | Piazza Campo de' Fiori 56     | 2    | 226      | Si             |
| Cinema Giulio Cesare              | Via Giulio Cesare 229         | 6    | 775      | Si             |
| Multisala Greenwich               | Via G.B. Bodoni 59            | 3    | 320      | Si             |
| Cinema Intrastevere               | Vicolo Moroni 3               | 3    | 365      | Si             |
| Multisala Jolly                   | Via Giano della Bella 4       | 4    | 564      | No             |
| Multisala Lux                     | Via Massaciuccoli 31          | 10   | 1100     | Si             |
| Madison Cinema                    | Via Gabriello Chiabrera 121   | 8    | 860      | Si             |
| Multisala Mignon                  | Via Viterbo 11                | 3    | 316      | Si             |
| Nuovo Cinema Aquila               | Via L'Aquila 66/74            | 3    | 319      | Si             |
| Cinema Nuovo Olimpia              | Via in Lucina 16              | 2    | 375      | Si             |
| Cinema Nuovo Sacher               | Largo Ascianghi 1             | 1    | 362      | Si             |
| Multisala Odeon                   | Piazza Stefano Jacini 22      | 5    | 573      | Si             |
| Cinema Quattro Fontane            | Via delle Quattro Fontane 23  | 5    | 513      | Si             |
| My Cityplex Savoy                 | Via Bergamo 25                | 4    | 926      | No             |
| The Space Cinema Moderno          | Piazza della Repubblica 43/45 | 5    | 1146     | No             |
| The Space Cinema Parco de' Medici | Via Salvatore Rebecchini 3    | 18   | 4104     | No             |
| Cinema Tibur                      | Via degli Etruschi 36         | 2    | 328      | Si             |
| Cinema Tiziano                    | Via Guido Reni 2              | 1    | 200      | Si             |
| My Cityplex Trianon               | Via Muzio Scevola 99          | 5    | 1100     | No             |
| Cinema Troisi                     | Via Girolamo Induno 1         | 1    | 300      | Si             |
| UCI Cinemas Parco Leonardo        | Via Bernini 20/22, Fiumicino  | 14   | 3660     | No             |
| UCI Cinemas Porta di Roma         | Via Alberto Lionello 201      | 14   | 2370     | No             |
| UCI Cinemas Roma Est              | Via Collatina 858             | 12   | 2451     | No             |
| UCI Luxe Maximo                   | Via Laurentina 865            | 7    | 566      | No             |